# La Pobla Tornesa
La Pobla Tornesa település Spanyolországban, Castellón tartományban. La Pobla Tornesa Benicàssim, Borriol, Cabanes és Vilafamés községekkel határos. Lakosainak száma 1325 fő (2024).

## Népesség
A település népessége az elmúlt években az alábbi módon változott:
| Lakosok száma | 564  | 670  | 845  | 1106 | 1165 | 1172 | 1200 | 1211 | 1239 | 1325 |
|               | 2001 | 2004 | 2006 | 2009 | 2011 | 2014 | 2016 | 2019 | 2021 | 2024 |